# Сивчиков, Владимир Николаевич
Владимир Николаевич Сивчиков (бел. Уладзімір Мікалаевіч Сіўчыкаў; 3 мая 1958, Жодино, Минская область — 21 июля 2021) — белорусский писатель, переводчик, художник, издатель.

## Биография
Родился в семье служащих. Окончил педагогическое отделение Минского художественного училища (1977). Работал учителем рисования и черчения в Трояновской средней школе Борисовского района. Служил в армии (1977—1979). Был художником-оформителем в Минском Дворце культуры и спорта железнодорожников (1979—1983). В 1981 году поступил на филологический факультет Белорусского государственного университета (во время учёбы проходил стажировку в Тбилисском государственном университете, где изучал грузинский язык и грузинскую литературу). После окончания университета (1986) — редактор отдела литературы и искусства, в 1989—1990 годах — ответственный секретарь журнала для детей и подростков «Бярозка». С 1990 года — президент Белорусской ассоциации детективного, приключенческого и политического романа, с 1994 года — директор издательства «Радиола-плюс». С 2004 года возглавлял ИП "Издатель Владимир Сивчиков". Участник литературно-общественного объединения «Тутэйшыя» (1986—1990). Член Союза белорусских писателей с 1990 года, Белорусского ПЕН-Центра с 2004 года, Белорусской ассоциации журналистов с 2009 года. Общественный деятель. Вёл активную краеведческую работу прежде всего по родному Жодино.

## Творчество
В печати выступает с 1982 года. Автор книги стихов «Адліга» (коллективный сборник «Лагодны прамень раніцы» (1988), один из авторов сборника рассказов «Жнівеньскі праспект» (1988). Автор книги рассказов и пьес «Гульня ў тастамант» (1992), книг прозы «Лісты да брата» (1998), «Бювар» (2009), «Уладзевы гісторыі» (2015), книги поэзии «Высакосны год» (2004), книги стихов «Кошык Велікодны» (2014), словаря-справочника «2000 русских, 2000 белорусских идиом…» (совместно с А. Бояриной, 2006). Составитель (вместе с А. Марочкиным) и один из авторов альбомов «Жодзінцы. Жывапіс. Графіка. Мастацкае слова» (2008), а также книги «Рыцары Пагоні і Арла» (2010). Составитель сборников детективов «Кінжал з крыламі» (1994) и «Карона Вітаўта Вялікага» (2004), антологии стихов и песен про любовь «Яна і Я» (вместе с Р. Шастак, 2005), сборника избранных произведений Максима Богдановича «Інтымны дзённік» (2006), Рыгора Бородулина «Руны Перуновы» (вместе с А. Комоцким, 2006), сборников белорусских сказок, легенд, преданий, песен «Залатая яблынька» (2013), «Сіняя Світа» (2015), «Зачараваны Замак» (2016) и др.
В переводе В. Сивчикова с грузинского языка на белорусский опубликованы роман Н. Думбадзе «Закон вечнасці» (1988), ряд стихов и поэм в «Анталогіі грузінскай паэзіі» в 2 томах (1989).

## Избранная библиография
- «Лагодны промень раніцы». Падборка вершаў «Адліга». 1988. — ISBN 5-340-00052-4.
- «Анталогія грузінскай паэзіі». Пераклад вершаў (часткова), пераклад прадмовы, біяграфічныя даведкі і тлумачэнні. 1989. — ISBN 5-340-00181-4. ISBN 5-340-001139-3 (т. 1), ISBN 5-340-00140-7 (т. 2).
- «Закон вечнасці». Н. Думбадзэ. Пераклад з грузінскай мовы. 1989. — ISBN 5-340-00235-7.
- «Гульня ў тастамант». Апавяданні і п’есы. 1992. — ISBN 5-7880-0575-2.
- «Кінжал з крыламі. Дэтэктыўныя навелы». Пераклады (часткова), укладанне. 1994. — ISBN 5-7880-0925-1.
- «Лісты да брата». Апавяданні, падарожныя нататкі. 1998. — ISBN 985-448-001-1.
- «Сучасная беларуская проза. Традыцыі і наватарства». Навела, укладанне (з М. Тычынам). 2003. — ISBN 985-419-164-8.
- «Сучасная беларуская драматургія. Традыцыі і наватарства». П’еса, агульная рэдакцыя. 2003. — ISBN 985-419-155-9.
- «Высакосны год». Вершы. 2004. — ISBN 985-448-043-7.
- «Карона Вітаўта вялікага. Дэтэктыўныя раманы, аповесці, апавяданні». Апавяданне, укладанне (з А. Сіўчыкавай). 2004. — ISBN 985-02-0735-3.
- «Яна і Я. Вершы і песні пра каханне». Вершы (часткова), укладанне (з Р. Шастак). 2005. — ISBN 985-448-050-X.
- «Інтымны дзённік. Выбраныя творы». М. Багдановіч. Укладанне. 2006. — ISBN 985-448-057-7.
- «Руны Перуновы. Выбраныя творы». Р. Барадулін. Укладанне (з А. Камоцкім). 2006. — ISBN 985-448-058-5.
- «Качка-дзівачка. Польская паэзія дзецям: выбраныя старонкі з паэтаў ХІХ — пачатку ХХІ ст.» Пераклады (часткова), укладанне (з Л. Баршчэўскім). 2006. — ISBN 985-448-068-2.
- «Свет на дваіх». Вершы (часткова). 2006. — ISBN 985-6363-60-8.
- «2000 русских, 2000 белорусских идиом, фразеологизмов и устойчивых словосочетаний. Словарь с пояснениями и примерами использования». Составление (с Е. Бояриной), предисловие. 2006. — ISBN 985-483-649-5.
- «Жодзінцы. Жывапіс. Графіка. Мастацкае слова». Вершы, эсэ, прадмова. Укладанне (з М. Андруковічам і А. Мара). 2008. — ISBN 978-985-448-078-7.
- «Дом на мяжы. Выбраныя творы». С. Мрожак. Укладанне. 2008. — ISBN 978-985-448-093-0. ISBN 978-83-61617-92-1.
- «Выпаў грук у грома з рук». Р. Барадулін. Укладанне. 2009. — ISBN 978-985-448-073-2.
- «Аўтабіяграфія». Б. Радзівіл. Пераклад (часткова), укладанне, пасляслоўе. 2009. — ISBN 978-985-448-102-9.
- «Бювар». Эсэ, падарожныя нататкі. 2009. — ISBN 978-985-448-100-5. ISBN 978-985-6901-35-8.
- «Рыцары Пагоні і Арла» (з Алесь МаRа). Прадмова, укладанне. 2010. — ISBN 978-985-448-107-4.
- «Залатая яблынька. Казкі, легенды, паданні. Хрэстаматыя дзецям малодшага школьнага ўзросту». Апрацоўка і пераказ казак, легенд і паданняў (часткова), укладанне. 2013. — ISBN 978-985-7030-07-1.
- «Кошык Велікодны». Вершы. 2014. — ISBN 978-985-7030-15-6.
- «Уладзевы гісторыі». Проза. 2015. — ISBN 978-985-7030-21-7.
- «Сіняя Світа. Казкі, легенды, паданні». Пераказ і апрацоўка казак, легенд, паданняў (часткова), укладанне. 2015. — ISBN 978-985-15-2485-9.
- «Тастамент. Выбраныя творы». Р. Барадулін. Укладанне. 2015. — ISBN 978-985-15-2489-7.
- «Крывавы патоп». К. Тарасаў. Укладанне (з Г. Тарасавай). 2016. — ISBN 978-985-15-2955-7.
- «Апошняе каханне князя Міндоўга. Выбраныя творы». К. Тарасаў. Укладанне (з Г. Тарасавай). 2016. — ISBN 978-985-15-2829-1.
- «Інтэрнат на Нямізе. Выбраныя творы». І. Навуменка. Укладанне (з П. Навуменкам). 2016. — ISBN 978-985-15-2881-9.
- «Зачараваны Замак. Легенды, паданні, казкі, песні». Пераказ легенд, паданняў, казак (часткова), укладанне. 2016. — ISBN 978-985-15-2843-7.
- «Лялька». Б. Прус. Пасляслоўе. 2017. — ISBN 978-985-7030-27-9.